# Disco Inferno (chanson des Trammps)
Pour les articles homonymes, voir Disco Inferno.
Singles de The Trammps
Soul Searchin' Time
(1976) I Feel Like I've Been Livin' (On the Dark Side of the Moon)
(1977)
Disco Inferno est une chanson des Trammps, créée en 1976 et tirée de l'album de même nom. Ce single réussit à se placer à la 1re place du classement Hot Dance Club Songs au début de 1977, mais n'a pas cependant un succès de masse aux États-Unis. C'est seulement avec l'avènement de Saturday Night Fever, album-événement de la bande originale du film La Fièvre du samedi soir, qui comprend le titre Disco Inferno, que ce dernier est reconnu.   
Ainsi, le single atteint la 11e place au classement américain des Hot 100 en mai 1978.
Les Trammps reçoivent à travers l'album Saturday Night Fever un Grammy en 1979.
La chanson a été reprise ensuite avec succès dans nombre de films et d'émissions télévisées. Des interprètes célèbres ont fait une reprise de cette chanson, notamment Cyndi Lauper dans la bande originale du film Une nuit au Roxbury et Tina Turner dans celle de Tina.
Madonna utilise de larges parties de la chanson pour son remix du titre Music lors du Confessions Tour en 2006.